# Кабаяма Сукенорі
Кабая́ма Сукено́рі (яп. 【樺山資紀】, かばやますけのり; 9 грудня 1837 — 8 лютого 1922) — японський державний, військовий і політичний діяч. Офіцер Імперського флоту Японії, адмірал (з 1865). Народився у Каґосімі, провінція Сацума, Японія. Походив із самурайського роду Кабаяма. Голова японської поліції (23 жовтня 1880 — 13 грудня 1883). 4-й і 5-й міністр флоту (17 травня 1890 — 8 серпня 1892). 6-й командир Генерального штабу Імперського флоту (17 липня 1894 — 11 травня 1895). Перший генерал-губернатор Тайваню (10 травня 1895 — 2 червня 1896). 15-й міністр внутрішніх справ (20 вересня 1896 — 12 січня 1898). 14-й міністр культури (8 листопада 1898 — 9 жовтня 1900). Учасник сацумсько-британської (1863), громадянської (1868—1869), тайванської (1874), південно-західної (1877) і японсько-цінської воєн (1894—1895). Полишив службу  20 листопада 1910) року. Радник Таємної ради (8 серпня 1892 — 17 липня 1894, 2 червня 1896 — 20 вересня 1896, 21 жовтня 1904 — 8 лютого 1922). Граф, чиновиник 1-го молодшого рангу. Нагороджений Орденом золотого шуліки 2-го ступеня та Орденом хризантеми 1-го ступеня. Помер у Токіо, Японія.